# Chinese Radio Amateurs Club
Der Chinese Radio Amateurs Club (CRAC), chinesisch 中国无线电协会业余无线电分会, Pinyin Zhōngguó Wúxiàndiàn Xiéhuì Yèyú Wúxiàndiàn Fēnhuì, deutsch wörtlich: „Amateurfunk-Zweig des chinesischen Funkverbands“, ist die nationale Vereinigung der Funkamateure in der Volksrepublik China.

## Geschichte

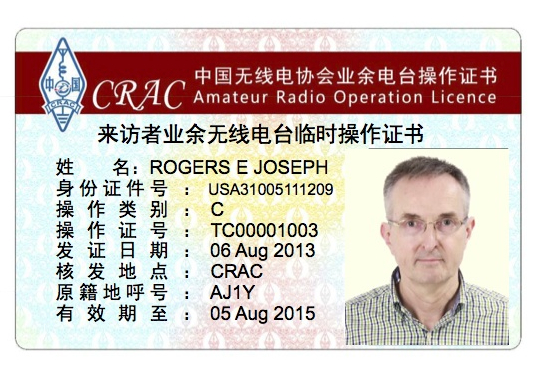
Lizenzausweis des CRAC für internationale Gäste.

Gegründet am 29. Oktober 2010 als Amateurfunk-Arbeitsausschuss der China Radio Association, einer Nichtregierungsorganisation unter der Leitung des chinesischen Ministeriums für Industrie und Informationstechnik, erhielt der CRAC am 7. Januar 2017 seinen heutigen Namen. Als Zweigstelle der China Radio Association ist er beim Ministerium für zivile Angelegenheiten registriert. Der Club befasst sich mit Forschung, akademischem Austausch, kaufmännischer Ausbildung, Buchhaltung, internationalem Austausch und Beratungsdiensten im Bereich des Amateurfunks. Der CRAC arbeitet an der Entwicklung des Amateurfunks im Land und unterstützt dazu die Funkamateure.
Das Motto „Dialog, Toleranz und Frieden“ (englisch Dialogue, Tolerance and Peace) drückt den Wunsch aus, das Hobby Amateurfunk mit gegenseitiger Toleranz zur Völkerverständigung im Sinne der Friedenserhaltung zu betreiben.
Der CRAC ist Mitglied in der International Amateur Radio Union (IARU Region 3), der internationalen Vereinigung von Amateurfunkverbänden, und vertritt dort die Interessen der Funkamateure des Landes.